# Mieke van Uden
Mieke van Uden (Boekel, 1949 – ?, 8 februari 2017) was een Nederlandse keramiste en beeldhouwster.

## Leven en werk
Van Uden werkte in de reclamewereld en begon na een cursus aan de Vrije Academie in 1984 met werken in klei. Ze volgde diverse workshops, maar noemde zich als keramiste autodidact. In 1989 startte ze haar eigen keramiekatelier. Ze maakte unica's, vaak mens- en dierfiguren, in witte klei en brons. Een aantal van haar werken is in de openbare ruimte geplaatst. Ze sloot zich aan bij de Nederlandse Vakgroep Keramisten en de Limburgse Keramisten en werd voorzitter van de Stichting Kunstmanifestatie Geijsteren. In 2010 was ze aanjager van het kunstproject Mieke and Friends, waaraan vierenvijftig internationale kunstenaars meewerkten en dat leidde tot een expositie en de uitgave van een kunstboek. In 2015 ontving Van Uden de bronzen waarderingspenning van de gemeente Venray.
Van Uden overleed op 67-jarige leeftijd.

## Werken (selectie)
- Carnavalsmonument De polonaise (1991), Geijsteren
- Zo verscheiden, toch één (2000), Oirlo
- D'n Turfstèker (2010), America

## Afbeeldingen

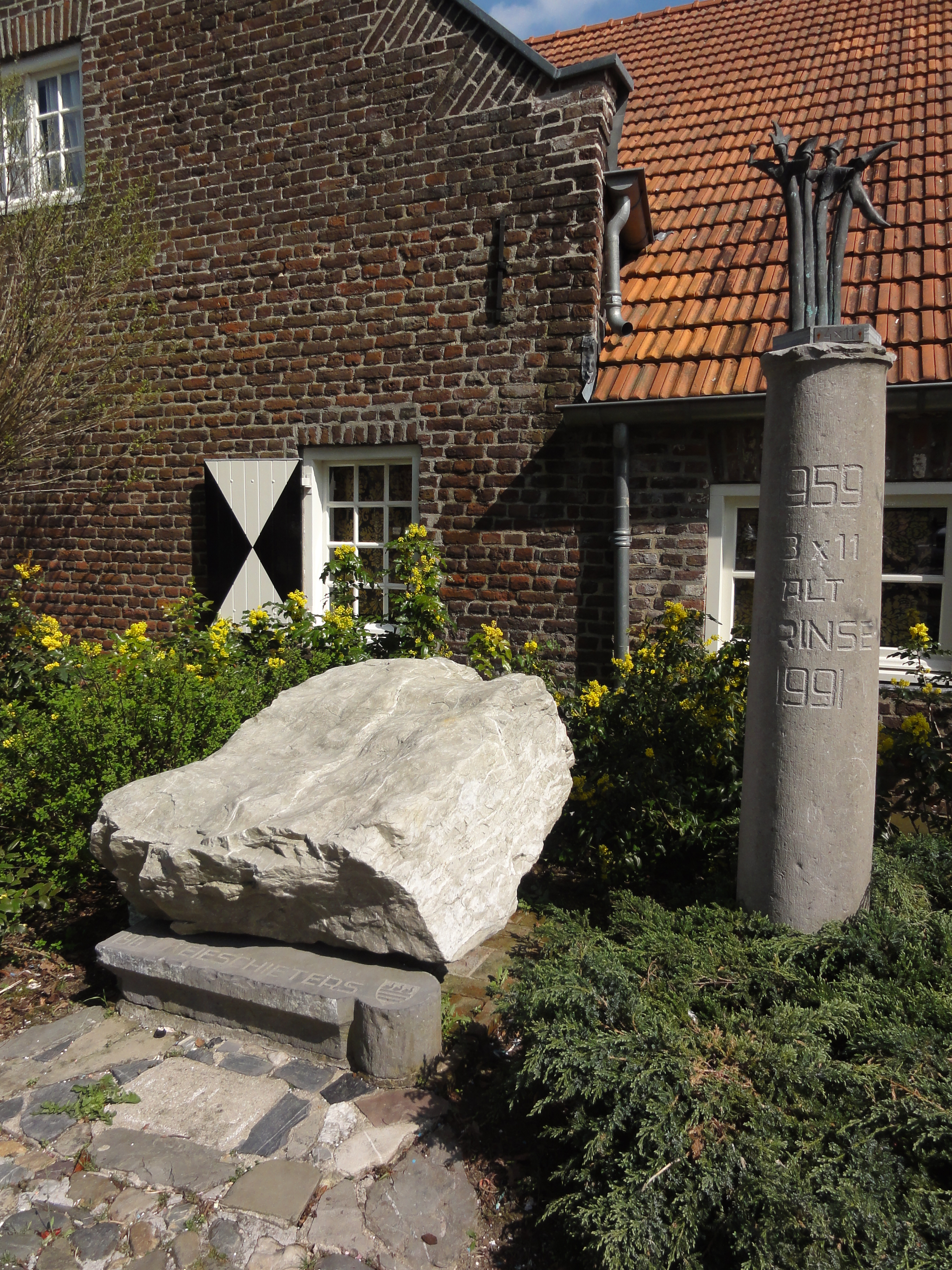
Carnavalsmonument
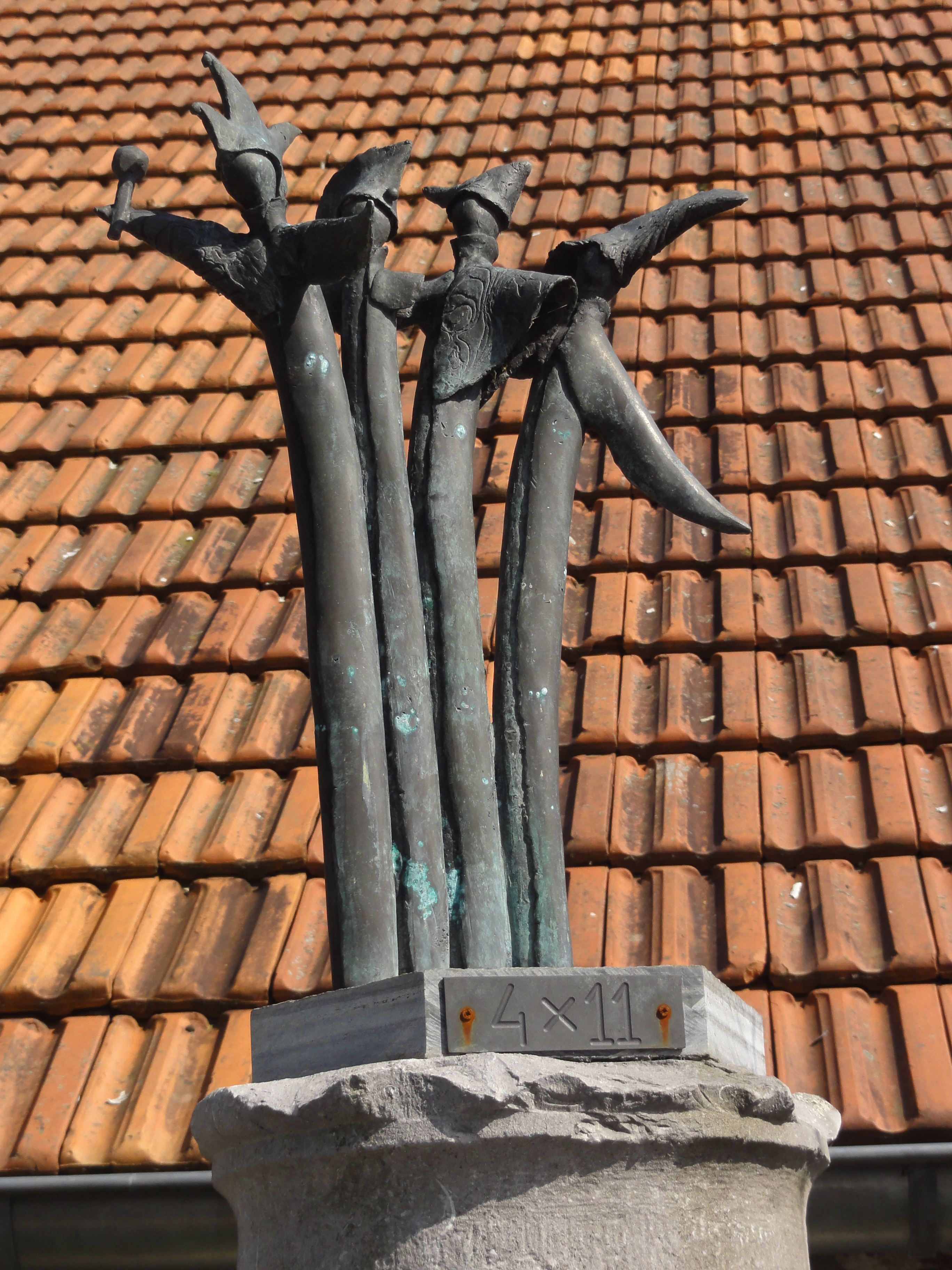
Detail polonaise

- RKD-Nederlands Instituut voor Kunstgeschiedenis: 105634